# گورنادی
گورنادی (به لاتین: Gournadi) یک منطقهٔ مسکونی در بنگلادش است که در ناحیه باریسال واقع شده‌است. گورنادی ۱۴۴٫۱۸ کیلومتر مربع مساحت و ۱۸۰٬۲۱۹ نفر جمعیت دارد.